# مرد استوایی
مرد استوایی (کره‌ای: 적도의 남자) یک مجموعهٔ تلویزیونی کره جنوبی سال ۲۰۱۲ با بازی اوم ته وونگ، لی جون هیوک و لی بو یونگ است. این مجموعه از ۲۱ مارس تا ۲۴ مه ۲۰۱۲، روزهای چهارشنبه و پنجشنبه ساعت ۲۱:۵۵ (کی‌اس‌تی) از کی‌بی‌اس۲ برای ۲۰ قسمت پخش شد.

## بازیگران
- اوم ته وونگ در نقش کیم سون وو
  - لی هیون-وو در نقش جوانی سون وو
- لی جون هیوک در نقش لی جانگ ایل
  - ایم شی‌وان در نقش جوانی جانگ ایل[۵]
- لی بو یونگ در نقش هان جی وون
  - کیونگ سو جین در نقش جوانی جی وون
- ایم جونگ اون در نقش چوی سو می
  - پارک سه یونگ در نقش جوانی سو می
- کیم یونگ-چول در نقش جین نو شیک
- لی وون-جونگ در نقش لی یونگ به
- لی جه-یونگ در نقش چوی کوانگ چون
- لی ده یون در نقش کیم کیونگ پیل
- چا هوا-یون در نقش ما هی جونگ
- لی سونگ هیونگ در نقش رئیس بخش چا
- جونگ هو بین در نقش مون ته جو
- کیم سو هیون در نقش آقای کون
- کانگ جی سوب در نقش دادستان چوی یون سوک
- کیم هه-اون در نقش پارک یون جو
- پارک هیو جون در نقش گوم‌جول
  - لی چان هو در نقش جوانی گوم‌جول